# Sulci Gordii
Sulci Gordii é uma área de sulcos e fileiras elevadas subparalelas no quadrângulo de Tharsis em Marte, localizada a 18.9 N e 125.5° W.  Possui 400 km de extensão e recebeu o nome de uma formação clássica de albedo.